# Ријечки трамвај
Трамвајски саобраћај у Ријеци уведен је 1899. године. Први електрични трамвај провезао се средиштем Ријеке 7. новембра 1899. године, 10 годинa пpe зaгpeбaчкoг трамвајa. 
У 19. веку први се јавни превоз путника одвијао кочијама и омнибуса на коњску вучу. 1892. године Градске власти су прихватиле понуду барона Лаззариниа за увођењем електричног трамваја. Након дугих преговора, 1896. склопљен је Уговор о изградњи и промету електричног трамваја у граду Ријеци са Анонимним друштвом за ријечки електрични трамвај, које је барон за 
ту сврху основао. Концесионарска друштво, чији је већински власник у међувремену постала Комерцијална банка из Пеште, одобрила је изградњу једнотрачну пруге с неколико мимоилазнице. Трамвај је кренуо 7. новембар 1899 од моста на Рјечини дуж Фиумара према задњој станици Пиоппи. Дужина трасе била је нешто више од 4 км.
Трамвајска пруга се 1907. године продужује од моста на Рјечини до Шкољић, те од станице Пиоппи (код фабрике Торпедо) до бродоградилишта Данубиус (данашњи 3. мај).
Нагли развој града Ријеке и његове околине диктирао је бржи, модернији и квалитетнији превоз те је 1951. године у градску саобраћајну комуникацију укључен тролејбус. У јуну 1952. године укинут је у потпуности трамвајски саобраћај.